# Julián Estiven Vélez
Julián Estiven Vélez (Medellín, 9 febbraio 1982) è un ex calciatore colombiano, di ruolo centrocampista.

## Carriera

### Club
Crescituo nell'Atlético Nacional, nel 2004 passa al Deportes Quindío.
Nel 2006 viene ingaggiato dal Deportivo Pereira, mentre l'anno seguente ritorna all'Atlético Nacional, con cui vince nel 2007 il torneo di apertura e torneo di finalización della Categoría Primera A.
Nel 2009 si trasferisce in Corea del Sud per giocare nell'Ulsan Hyundai, società con cui si aggiudica una Korean League Cup nel 2011 e l'AFC Champions League 2012, battendo in finale i sauditi dell'Al-Ahli.
Nel 2013 passa ai giapponesi del Vissel Kobe, società appena retrocessa nella cadetteria nipponica, con i quali ottiene l'immediato ritorno in massima serie.
Nel 2014 ritorna a giocare in Corea del Sud, questa volta tra le file del Jeju United.

### Nazionale
Ha indossato la maglia della nazionale di calcio della Colombia in quindici occasioni.

## Palmarès

### Competizioni nazionali
- Campionato colombiano: 2

Atlético Nacional: 2007-I, 2007-II
- Korean League Cup: 1

Ulsan Hyundai: 2011

### Competizioni internazionali
- AFC Champions League: 1

Ulsan Hyundai: 2012